# ウェストン・スーパー・メアAFC
ウェストン・スーパーメア・アソシエーション・フットボール・クラブ（Weston-super-Mare Association Football Club）はイングランド、サマセット州、ウェストン＝スーパー＝メアを本拠地とするサッカークラブチームである。2024-2025シーズンはナショナルリーグ・サウス（6部相当）に所属。

## タイトル

### 国内タイトル
- ウェスタンフットボールリーグ:1回

1991-1992
- ウェスタンリーグ・チャレンジカップ:1回

1976-1977
- ウェスタン・メリットカップ:2回

1976-1977, 1977-1978
- ウェスタン・シニアカップ:6回

1971-1972, 1972-1973, 1973-1974, 1974-1975, 1975-1976, 1977-1978

### 国際タイトル
- なし